# 平和島站

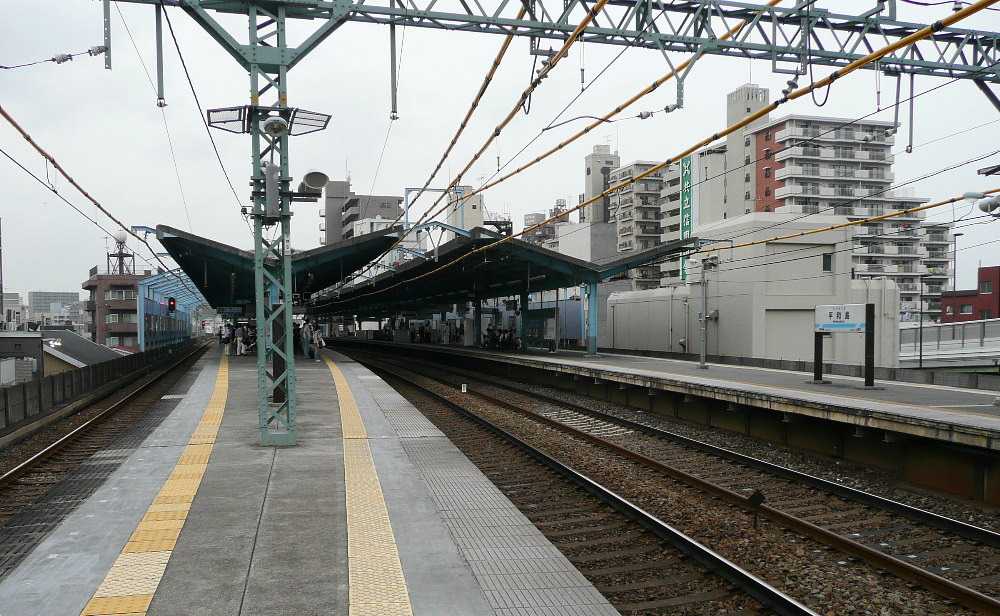
車站月台（2007年5月5日）

平和島站（日语：／ Heiwajima eki */?）位於日本東京都大田區大森北六丁目，是屬於京濱急行電鐵本線的鐵路車站。車站編號是KK08。

## 年表
- 1901年（明治34年）2月1日 - 澤田站啟用。
  - 開業後不久改稱為學校裏站。
- 1950年（昭和25年）2月 - 待避線完成。為2面4線車站。
  - 這段時期，車站稍微往北移動。
- 1961年（昭和36年）9月1日 - 車站改稱平和島站。
- 1970年（昭和45年）1月20日 - 車站上行線月台高架化。
- 1970年（昭和45年）12月1日 - 車站下行線月台高架化。
- 1997年（平成9年）10月4日 - 月台12輛延長工程完成。
- 2009年（平成21年）2月24日 - 導入進站音樂。
- 2010年（平成22年）5月16日 - 京急線改點，成為機場急行停靠站。

### 名稱由來
原站名「澤田」是當時車站所在地的字，現在附近還留有澤田通、澤田交差點等地名。之後改稱為「學校裏」，是由於車站所在地在寄木尋常小學校（之後的大森第二小學校→開櫻小學校）後方（西側）而更名。現行站名「平和島」則是所在地的通稱。

## 結構

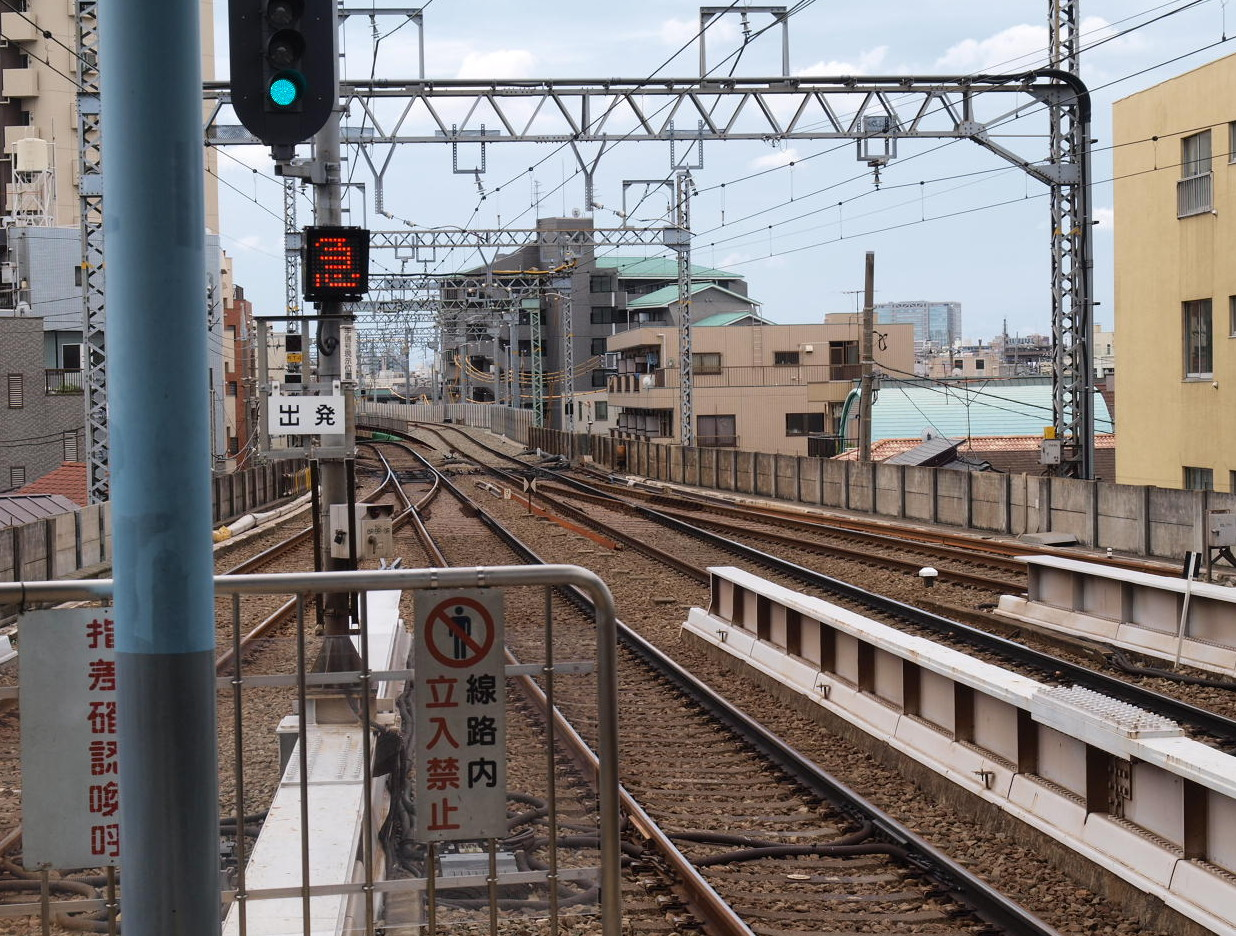
月台往浦賀方向。可見要高架化的上行線。（2010/8/8）

本站是島式月台2面4線的高架車站，本站可進行通過待避、緩急接續。內側2線為本線，外側2線為副本線，使用副本線的班次包含全部的普通列車與部分機場急行列車。另外在機場特急時期，機場特急列車會進入副本線待避快特列車。
以前品川方向有橫渡線。
付費區內大廳與月台之間設有電梯與電扶梯。

### 月台配置
| 月台 | 路線 | 目的地                             |
| ---- | ---- | ---------------------------------- |
| 1、2 | 本線 | 羽田機場、橫濱、浦賀、三浦海岸方向 |
| 3、4 | 本線 | 品川、新橋、淺草、成田機場方向     |

- 2012年10月21日改點起，午間時段與周六日夜間的機場急行升格為快特，該時段往羽田機場方向須在京急蒲田站轉乘，前往都營淺草線新橋方向須在品川站轉乘。

### 進站音樂
2009年2月24日起，本站採用Duke Aces樂曲「いい湯だな」作為進站音樂同時變更通過列車接近時的警告音音程。另外，大廳也新設液晶顯示器型、月台設置LED式列車資訊顯示器。

## 使用情況
2016年度1日平均上下車人次為46,560人，在京急線全部72個車站當中排行第10位，同時是快特通過站當中運量最高的車站。
近年1日平均上下、上車人次變化如下表。
| 年度               | 1日平均 上下車人次 | 1日平均 上車人次 | 來源   |
| ------------------ | ------------------ | ---------------- | ------ |
| 1992年（平成04年） |                    | 24,173           | [ 7 ]  |
| 1993年（平成05年） |                    | 24,647           | [ 8 ]  |
| 1994年（平成06年） |                    | 24,841           | [ 9 ]  |
| 1995年（平成07年） |                    | 24,257           | [ 10 ] |
| 1996年（平成08年） |                    | 23,668           | [ 11 ] |
| 1997年（平成09年） |                    | 23,019           | [ 12 ] |
| 1998年（平成10年） |                    | 22,271           | [ 13 ] |
| 1999年（平成11年） |                    | 22,060           | [ 14 ] |
| 2000年（平成12年） |                    | 22,170           | [ 15 ] |
| 2001年（平成13年） |                    | 22,066           | [ 16 ] |
| 2002年（平成14年） |                    | 21,811           | [ 17 ] |
| 2003年（平成15年） | 44,493             | 21,992           | [ 18 ] |
| 2004年（平成16年） | 43,659             | 21,600           | [ 19 ] |
| 2005年（平成17年） | 43,475             | 21,510           | [ 20 ] |
| 2006年（平成18年） | 43,966             | 21,811           | [ 21 ] |
| 2007年（平成19年） | 44,529             | 21,120           | [ 22 ] |
| 2008年（平成20年） | 44,823             | 22,326           | [ 23 ] |
| 2009年（平成21年） | 45,051             | 22,444           | [ 24 ] |
| 2010年（平成22年） | 44,505             | 22,150           | [ 25 ] |
| 2011年（平成23年） | 43,452             | 21,598           | [ 26 ] |
| 2012年（平成24年） | 45,567             | 22,668           | [ 27 ] |
| 2013年（平成25年） | 46,402             | 23,096           | [ 28 ] |
| 2014年（平成26年） | 46,488             | 23,107           | [ 29 ] |
| 2015年（平成27年） | 46,493             |                  |        |
| 2016年（平成28年） | 46,560             |                  |        |

## 周邊
- FINE DAILY MARKET 京急store（日语：京急ストア）平和島店
- BIG FUN平和島（日语：ビッグファン平和島）
- 大田區立大森運動中心（日语：大田区立大森スポーツセンター）
- 平和之森公園
- 平和島公園
- 大森故鄉濱邊公園
  - 大森海苔故鄉館
- 東京消防廳大森消防署（日语：大森消防署）
- 東京都立美原高等學校（日语：東京都立美原高等学校）
- 國道15號（第一京濱）
- 大田區役所（日语：大田区役所）大森西特別出張所
- 大田區立大森東圖書館
- 大森東一郵便局
- 大森北六郵便局
- 大森西二郵便局
- 東京都道318號環狀七號線（環七通）

### 巴士路線
京濱急行巴士與其子公司羽田京急巴士運行以下路線。
- 1號乘車處
  - [ 森24 ] 京濱島循環（京急）
  - [ 森25 ] 昭和島循環（京急）（僅周六假日早晨傍晚）
  - [ 森31、平和41 ] 流通中心循環（京急）（僅周六假日早晨傍晚夜間み）
  - [ 森32 ] 城南島循環（京急）（平日白天行經大田市場）
  - [ 森36、森41 ] 京濱島、昭和島循環（京急）（僅周六假日）
  - [ 森43 ] 往大田市場（日语：大田市場）（京急）（僅平日周六假日夜間）
- 3號乘車處
  - [ 森21、森23 - 森26、森31、森32、森36、森43 ] 經大森海岸站往大森站（京急、羽田京急）
  - [ 森27 ] 經八幡通往大森站（京急）
- 4號乘車處
  - [ 森38、平和41、平和54 ] 往Leisure Land平和島（日语：ビッグファン平和島）（京急）
  - [ 森40 ] 經東京電訊站往船之科學館（京急）（1日1班）
- 5號乘車處
  - [ 森56 ] 經大森福祉事務所、八幡通往大森站（京急）（平日のみ）
- 6號乘車處
  - [ 森27 ] 往大森東五丁目（京急）
  - [ 森26、56 ] 經北糀谷往森崎（京急）
  - [ 森21 ] 經北糀谷往羽田機場（羽田京急）
  - [ 森23 ] 經北糀谷往羽田車庫（羽田京急）

另外，平和島站有往來BIG FUN平和島的免費接駁巴士。（京急開發運行，9點至22點約15分～30分一班）

## 相鄰車站
京濱急行電鐵
 本線
□早晨翼號、□京急翼號、■機場快特、■快特、■快特（金澤文庫站以南為特急）
通過
■特急
青物橫丁（KK04）－平和島（KK08）－京急蒲田（KK11）
■機場急行
立會川（KK06）－平和島（KK08）－京急蒲田（KK11）
■普通
大森海岸（KK07）－平和島（KK08）－大森町（KK09）

## 外部連結
- 平和島站（各站資訊） - 京濱急行電鐵（日語）